# 니아 롱
니아 롱(Nia Long, 1970년 10월 30일 ~ )은 미국의 배우이다.

## 출연 작품
- 메이드 인 아메리카
- 빅 마마 하우스
- 보일러 룸
- 서치 2 - 그레이스 역